# Stator vachelliae
Stator vachelliae är en skalbaggsart som beskrevs av Bottimer 1973. Stator vachelliae ingår i släktet Stator och familjen bladbaggar. Inga underarter finns listade i Catalogue of Life.